# Agrotis nigricostata
Agrotis nigricostata là một loài bướm đêm trong họ Noctuidae.